# کوداهی (کالیفرنیا)
کوداهی (به انگلیسی: Cudahy) شهری در شهرستان لس‌آنجلس، کالیفرنیا ایالت کالیفرنیا است که در سرشماری سال ۲۰۱۰ میلادی، ۲۳۸۰۵ نفر جمعیت داشته‌است.